# Benamahoma
Benamahoma är en ort i Spanien.   Den ligger i provinsen Provincia de Cádiz och regionen Andalusien, i den södra delen av landet, 400 km söder om huvudstaden Madrid. Benamahoma ligger 452 meter över havet och antalet invånare är 400.
Terrängen runt Benamahoma är lite bergig. Runt Benamahoma är det glesbefolkat, med 10 invånare per kvadratkilometer. Närmaste större samhälle är Ubrique, 9,9 km söder om Benamahoma. 